# Cantón de Ganges
El cantón de Ganges era una división administrativa francesa, que estaba situada en el departamento de Hérault y la región de Languedoc-Rosellón.

## Composición
El cantón estaba formado por nueve comunas:
- Agonès
- Brissac
- Cazilhac
- Ganges
- Gorniès
- Laroque
- Montoulieu
- Moulès-et-Baucels
- Saint-Bauzille-de-Putois

## Supresión del cantón de Ganges
En aplicación del Decreto nº 2014-258 de 26 de febrero de 2014, el cantón de Ganges fue suprimido el 22 de marzo de 2015 y sus 9 comunas pasaron a formar parte del nuevo cantón de Lodève.